# Lloyd Garrison Wheeler

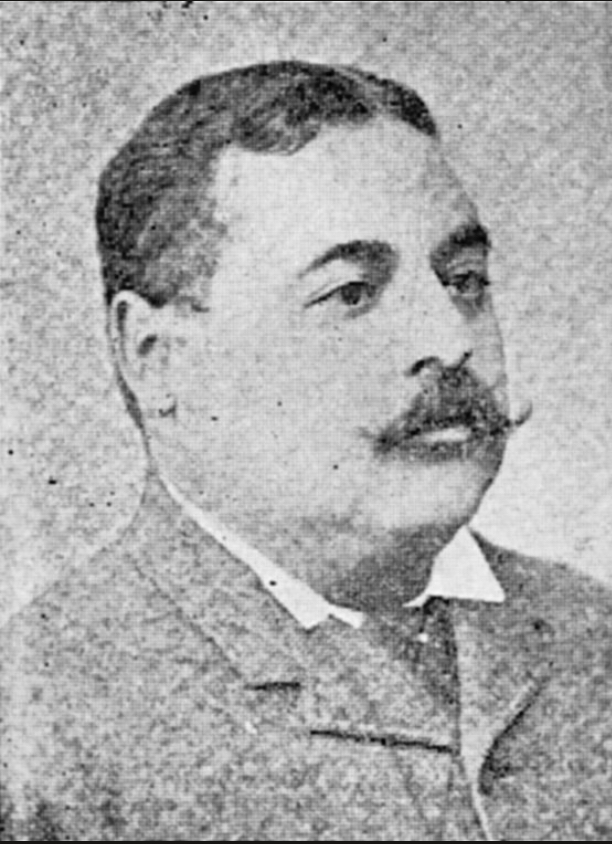
Lloyd Garrison Wheeler (vor 1902)

Lloyd Garrison Wheeler, Sr. (* 29. Mai 1848 in Mansfield, Ohio; † 28. August 1909 in Tuskegee, Alabama) war ein US-amerikanischer Bürgerrechtler und der erste afroamerikanische Rechtsanwalt in Illinois.

## Leben

### Herkunft und Kindheit
Lloyd Wheelers Eltern Hiram und Juliet Ann Wheeler waren freie Afroamerikaner. Hiram Wheeler war Mitglied in der Underground Railroad, einem Unterstützernetzwerk für afroamerikanische Sklaven. Nachdem die Hilfe für geflohene Sklaven und deren Unterbringung in den Vereinigten Staaten durch den Fugitive Slave Act von 1850 illegal gemacht worden war, zog seine Familie nach Chatham in der kanadischen Provinz Ontario. Dort erhielt er eine geregelte Schulausbildung.

### Jugend und Karrierebeginn in Chicago
Nach dem Tod seiner Mutter verließ er Kanada im Alter von 11 Jahren und ging mit seinem Vater nach Chicago. Dort arbeitete er in verschiedensten Berufen, unter anderem als Schuhputzer und Arbeiter bei der Eisenbahn. Um 1859 wurde er der erste afroamerikanische Briefträger der Stadt.
Der Beginn zur Ausbildung als Jurist gelang Wheeler, nachdem er Beziehungen zu einem Rechtsanwalt namens George Bellows geknüpft hatte. Bellows nahm ihn schließlich als Lehrling in seine Kanzlei auf. Zu jener Zeit war es nicht unbedingt erforderlich, an einer Hochschule Jura studiert zu haben, um Rechtsanwalt zu werden; eine praktische Ausbildung in einer Kanzlei war ausreichend. Wheeler begann allerdings parallel zu seiner Ausbildung bei Bellows ein Jurastudium im Union Law College. Nach seinem Abschluss erhielt er am 20. April 1869 als erster Afroamerikaner in Illinois die Zulassung als Anwalt.
Mit einem Partner namens Hooke eröffnete Wheeler in Chicago eine eigene Anwaltskanzlei. Etwa zu derselben Zeit lernte er Ranie Pettit (auch Petit) kennen, die Nichte von John Jones, einem der wohlhabendsten und bekanntesten Afroamerikaner der Stadt. Jones hatte sich selbst aus der Sklaverei freigekauft und war mit Textil- und Immobiliengeschäften reich geworden. Mit Jones’ Einverständnis heirateten Wheeler und Pettit. Das Paar hatte sieben Kinder.

### Rechtsanwalt in Little Rock (Arkansas)
Nach dem Großen Brand von Chicago 1871 verließ Wheeler die zerstörte Stadt und ließ sich mit seiner Familie in Little Rock im Staat Arkansas nieder. Auch dort erlangte er die Zulassung an der Rechtsanwaltskammer. Noch 1871 wurde er Staatsanwalt des Pulaski County. 1872 wurde er aufgefordert, für das Amt des Generalstaatsanwalts von Arkansas zu kandidieren, entschied sich jedoch dagegen. Nach Ende des Mandats nahm er 1873 seine Tätigkeit als Privatanwalt mit seinem ebenfalls afroamerikanischen Partner Mifflin Wistar Gibbs wieder auf. In Little Rock schloss sich Wheeler einer Gruppe progressiver afroamerikanischer Geschäftsleute an.
Am 10. April 1873 betraten Wheeler und drei weitere Afroamerikaner ein Lokal im Stadtzentrum von Little Rock und bestellten Getränke. Der Historiker Christopher Robert Reed von der Chicagoer Roosevelt University bezeichnete dies im 21. Jahrhundert als „eine kühne Aktion, gewiss etwas, dass man weder zehn Jahre vorher noch zehn Jahre darauf […] getan hätte“. Nachdem der Barmann sich geweigert hatte, sie zu bedienen, klagten Wheeler und zwei der drei weiteren Beteiligten vor Gericht mit der Begründung, der Barkeeper habe durch die Verweigerung der Bedienung ihre im Bürgerrechtsgesetz von Arkansas aus demselben Jahr garantierten Rechte verletzt. Der Prozess war der bedeutendste in Wheelers Anwaltskarriere, und er gewann ihn.
Wheeler engagierte sich in Arkansas in der Republikanischen Partei. Er war 1870 Delegierter bei der State Convention (Parteitag) der Republikaner in Arkansas sowie 1872 Mitglied des Electoral College als Wahlmann für den US-Präsidenten Ulysses S. Grant bei dessen erfolgreicher Wiederwahl, wobei allerdings die Stimmen aus Arkansas (ebenso wie die aus Louisiana) vom Kongress nicht akzeptiert wurden. Das Ansehen durch den Gewinn seines Bürgerrechtsprozesses nutzte er unter anderem dazu, sich einen Platz als Delegierter der National Convention der Republikaner zu sichern; gleichzeitig machte es ihn zur Zielscheibe reaktionärer weißer Kräfte.

### Rückkehr nach Chicago, Aufgabe der Anwaltstätigkeit, späte Jahre
Wegen des Erstarkens des Ku-Klux-Klan in Arkansas kehrte Wheelers Familie nach Chicago zurück. Dort übernahm er 1879 das Geschäft von John Jones, des Onkels seiner Frau, und gab die Anwaltstätigkeit auf.
Er wurde Major im 16. Bataillon der Miliz des Bundesstaates. Er etablierte sich als erfolgreicher Unternehmer und war im sozialen und kulturellen Leben aktiv, unter anderem als Unterstützer des Evolution Club, einer literarischen Gesellschaft in Chicago, unterrichtete Philosophie in verschiedenen Kirchen, und leitete zeitweise die Sonntagsschule einer Baptistengemeinde in der Stadt. Zudem war er an der Gründung eines Krankenhauses mit Ausbildungsstätte für Krankenpflege, Provident Hospital and Training School for Nurses (heute: Provident Hospital of Cook County), unter Leitung des afroamerikanischen Chirurgen Daniel Hale Williams beteiligt und eine Zeit lang auch Präsident des Kuratoriums dieser Einrichtung.
Nach schweren geschäftlichen Misserfolgen in den Jahren ab 1900 nahm er 1903 das Angebot seines Freundes Booker T. Washington an, als Leiter der Geschäftsangelegenhieten am Tuskegee Institute in Alabama zu arbeiten.
Wheeler, dessen Gesundheitszustand sich in seinen letzten Lebensjahren verschlechtert hatte, starb am 19. August 1909 im Alter von 61 Jahren in Tuskegee.